# Gaultheria tenuifolia
Gaultheria tenuifolia là một loài thực vật có hoa trong họ Thạch nam. Loài này được (Phil.) Sleumer mô tả khoa học đầu tiên năm 1936.